# Gefahren der Einsatzstelle
Gefahren (an) der Einsatzstelle ist der Oberbegriff der Einsatzkräfte von Feuerwehr, Rettungsdienst, THW und anderen Hilfsorganisationen für die Vielfalt schädlicher Einflüsse, die an ihren Einsatzstellen auftreten können. Um sich vor ihnen zu schützen, müssen sie diese Gefahren, ihre Auswirkungen sowie Mittel für ihre Abwehr kennen (Eigenschutz).

## Gefahrenschema
Da die einzelnen Gefahren umfangreich und unüberschaubar sein können, bedienen sich die Einsatzkräfte des Gefahrenschemas, einer Merkregel (4A-1C-4E-Regel, frühere Merkformel: AAA C EEE bzw. AAACEEE oder AAAACEEE), die die wichtigsten Gefahrenschwerpunkte benennt. Besonders im militärischen Führungsprozess (früher als Führungsvorgang bezeichnet) wird durch systematisches Durchgehen aller Einzelschritte sichergestellt, dass keine Gefahr übersehen wurde und die einsatztaktisch richtigen Entscheidungen getroffen werden.
| A | Atemgifte                                 |
| A | Angstreaktion / Panik                     |
| A | Ausbreitung der Gefahr                    |
| A | Atomare Gefahren / ionisierende Strahlung |
| C | Chemische Gefahren                        |
| E | Erkrankung / Verletzung                   |
| E | Explosion                                 |
| E | Elektrizität                              |
| E | Einsturz                                  |

### Kritik
Verfechter der einfacheren Form wähnen Absturz bereits in Einsturz enthalten, es können schließlich nicht nur Sachen über jemanden hereinbrechen (dies lässt aber weitere Absturzgefahren ohne „Einsturzeffekte“ außen vor, die ein weit größeres Risikopotenzial haben, vgl. Tote nach Absturz – ohne Einsturz – bei Schneeräumaktionen ohne ausreichende Sicherung), sondern auch unter jemandem weg, die Grundlage Biologischer Gefahren sind letztlich auch nur Kohlenwasserstoffverbindungen (dies verharmlost bzw. negiert völlig die infektiösen Gefahren – die in der Folgeübertragbarkeit ganz andere sind ⇒ vgl. Pandemiediskussion) und werden meist unter Chemische Gefahren, wegen des ähnlichen einsatztaktischen Vorgehens, bzw. Erkrankung, der Folgen wegen, abgehakt, Ertrinken fällt dann in die Kategorie Erkrankung / Verletzung und Wassergefahren am ehesten zu Ausbreitung (auch hier wird ein spezieller Gefahrenbereich mit spezieller notwendiger PSA ausgeblendet!).
Das THW hat, um seine typischen Gefahrenquellen besser zu erfassen, weitgehend analog zur 5A-B-C-5E-Regel, 4A-1C-4E  zu 5A-B-C-D-5E erweitert. Es fügt die Punkte
- Absturz
- Brand
- Durchbruch
- Ertrinken

hinzu.

### Weitere Gefahren im Einsatz
Neben den in den Schemata enthaltenen Gefahren existieren weitere Gefahren, die jedoch aufgrund fehlender Allgemeingültigkeit nicht ins Schema übernommen werden. Beispiele sind die Wege zum Feuerwehrhaus, Fahrten mit Sonder- und Wegerechten, Gefahren die von besonderen Geräten ausgehen (zum Beispiel Kettensägen, Winkelschleifer, hydraulischer Rettungssatz), Gefahren im Straßenverkehr und die Gefahren durch physische Belastung beim manuellen Heben, Halten, Tragen, Ziehen und Schieben von Lasten (vgl. Leitmerkmalmethode).

## Matrix betroffener Personen und Gegenstände

Erweiterte Gefahrenmatrix (nach Cimolino)

Ursprüngliche Gefahrenmatrix (nach Schläfer)

Nicht alle Gefahren betreffen Menschen, Tiere, Umwelt und Sachwerte gleichermaßen. Für die Zwecke des Führungsvorgangs werden in diese Matrix zusätzlich Mannschaft und Gerät aufgenommen.
Die blau markierten Kombinationen aus Gefahr und betroffenem Gut existieren so nicht. Die hellblauen Felder (mit Fragezeichen) stellen Gefahren dar, die zusätzlich in Betracht gezogen werden können.
- Die Umwelt kann zwar nicht „ertrinken“ jedoch Flurschaden erleiden.
- Sachwerte atmen nicht, jedoch sind Atemgifte (Brandgase) meist auch hoch korrosiv[3]

## Taktische Möglichkeiten der Gefahrenabwehr
| Angriff      | Beseitigen der Ursache der Gefahr.                                    |
| Verteidigung | Schutz des bedrohten Gutes durch Aufhebung des Einflusses der Gefahr. |
| Rettung      | Entfernen des bedrohten Gutes aus dem Einflussbereich der Gefahr.     |
| Rückzug      | Aufgabe des bedrohten Gutes.                                          |

## Erläuterung der einzelnen Gefahren

### Atemgifte
Gifte, die durch die Atmung inkorporiert werden können. Obwohl bereits in „chemische Gefahren“ enthalten, werden Atemgifte im Merkschema nochmals aufgeführt, um ihrer Wichtigkeit (Häufigkeit des Auftretens, hohe Gefährdung, einfacher Schutz) Rechnung zu tragen. Atemgifte können neben dem Inkorporationsweg Atmung Einsatzkräfte auch anderweitig gefährden (zum Beispiel Kontaktgifte, Ätzwirkung).

Beispiele: Brandrauch, toxische Brandgase (siehe Atemgift), Giftgaswolke

### Angstreaktion / Panik
Instinktgesteuertes Verhalten von Menschen, Tieren und Einsatzkräften in verschiedenen Ausprägungen.

Beispiel: Sprung aus dem brennenden Haus in den noch nicht aufgebauten Sprungretter oder in die gerade im Aufbau befindliche Leiter (siehe Panik).

Beispiel: Tiere laufen wieder in den Gefahrenbereich bei z. B. brennendem Stall.

### Ausbreitung der Gefahr
Sämtliche Formen der Vergrößerung einer Einsatzlage, betreffend sowohl räumliche Vergrößerung als auch Vergrößerung des Kreises der Betroffenen.

Beispiele: Übergreifen eines Brandes auf ein Nebengebäude, Kontaminationsverschleppung im ABC-Einsatz, Ausbreitung von Öl auf Gewässern

### Atomare Gefahren / ionisierende Strahlung
Schädliche Einflüsse (Atomkernenergie) durch ionisierende Strahlung aus radioaktiven Quellen oder technischen Einrichtungen wie Röntgengeräte oder Teilchenbeschleuniger.

Beispiele: Verkehrsunfall mit Beteiligung eines Transports von radioaktiven Präparaten für die Medizin (siehe Gefahrgut), Unfälle in mit radioaktiven Substanzen arbeitenden Labors.

### Chemische Gefahren
Aus chemischen Eigenschaften von Chemikalien resultierende Gefahren wie Verätzung und Vergiftung.

Beispiele: Reaktion von Haushaltsreinigern mit Bildung von Chlorgas (siehe Gefahrgut), Verätzung durch ausgelaufene Säuren oder Laugen in Chemieanlagen.

### Erkrankung / Verletzung
Allgemein jede Form von Erkrankung, besonders traumatische Verletzungen durch Unfälle und Infektionen.

Beispiel: Einsatz in einer Klinik, Gefährdung durch eventuell infektiöses Material (siehe Gefahrgut, Erste Hilfe).
Dazu zählt auch die Gefahr der psychischen Erkrankung der Einsatzkräfte, die als Folge von traumatisierenden Ereignissen (zum Beispiel tote oder verletzte Kinder) auftreten kann.

### Explosion
Gefährdung durch Wurfstücke und Druckwelle bei verschiedenen Ereignissen.

Beispiele: Schwungradexplosion nach mechanischem Defekt, Druckbehälterzerknall nach Brandeinwirkung (siehe Gefahrgut, Sprengstoff, BLEVE, Explosionsschutz), chemische Reaktionen.

### Einsturz
Gefährdung durch Trümmerteile, Absturz von Einsatzkräften.

Beispiele: Einsturz baufälliger Gebäude, durch Brandeinwirkung oder Gasexplosion geschwächte Baustatik führt zur Zerstörung des Gebäudes (siehe Baustatik, Absturz).

### Elektrizität
Schädliche Einflüsse auf den menschlichen Körper durch Stromfluss, Brandgefahr.

Beispiele: Einsätze im Bereich von Oberleitungen der Bahn (siehe Elektrounfall), Brand in elektrischen Anlagen, auf Freileitungsmast aufgefahrener Lkw.